# New Men
New Men – dziewiąty minialbum południowokoreańskiej grupy BtoB, wydany 7 listopada 2016 roku przez Cube Entertainment. Płytę promował utwór „Pray (I'll Be Your Man)” (kor. 기도 (I'll Be Your Man)). Sprzedał się w nakładzie 55 732 egzemplarzy w Korei Południowej (stan na luty 2019).

## Lista utworów
| CD | CD                                                       | CD                                                                                           | CD                                       | CD                                       | CD      |
| Nr | Tytuł utworu                                             | Tekst                                                                                        | Kompozycja                               | Aranżacja                                | Długość |
| -- | -------------------------------------------------------- | -------------------------------------------------------------------------------------------- | ---------------------------------------- | ---------------------------------------- | ------- |
| 1. | „NEW MEN”                                                | Im Hyun-sik                                                                                  | Im Hyun-sik                              | Im Hyun-sik                              | 1:31    |
| 2. | „Gido (I'll Be Your Man)” (kor. 기도 (I'll Be Your Man)) | Im Hyun-sik, Lee Min-hyuk, Peniel, Jung Il-hoon                                              | Im Hyun-sik, EDEN, Nathan                | Im Hyun-sik, EDEN, Nathan                | 3:39    |
| 3. | „Chwihae” (kor. kor. 취해, ang. Love Drunk)              | Jung Il-hoon, IL                                                                             | Jung Il-hoon, IL                         | Jung Il-hoon, IL                         | 3:37    |
| 4. | „Muryohae (Kog to Me)” (kor. 무료해 (콕 To Me))          | Son Young-jin, Jo Seung-ho, Kang Dong-ha, Jung Il-hoon, Lee Min-hyuk, Peniel                 | Son Young-jin, Jo Seung-ho, Kang Dong-ha | Son Young-jin, Jo Seung-ho, Kang Dong-ha | 3:15    |
| 5. | „Yes I Am”                                               | Ferdy, Jo Seung-ho, Jung Il-hoon, Lee Min-hyuk, Peniel                                       | Ferdy, Jo Seung-ho                       | Ferdy, Jo Seung-ho                       | 3:30    |
| 6. | „Nolleowa” (kor. 놀러와, ang. Come On Over)              | Jung Il-hoon, IL, Lee Min-hyuk, Peniel                                                       | Jung Il-hoon, IL, Black                  | Jung Il-hoon, IL                         | 3:32    |
| 7. | „Yejiapsa” (kor. 예지앞사)                               | Seo Eun-kwang, Lee Min-hyuk, Lee Chang-sub, Im Hyun-sik, Peniel, Jung Il-hoon, Yook Sung-jae | Kairos, Jesper Borgen                    | Kairos, Jesper Borgen, Wes Koz           | 3:55    |

## Notowania
| Lista                    | Pozycja |
| ------------------------ | ------- |
| Gaon Weekly Album Chart  | 4       |
| Gaon Monthly Album Chart | 7       |
| Gaon Yearly Album Chart  | 61      |
| Five Music (Tajwan)      | 5       |